# Jacques Aeschlimann
Pour les articles homonymes, voir Aeschlimann.
Œuvres principales
Quai Wilson (1946)
Tabazan (1950)
Les Cannibales (1962)
L'Orpailleur (1966)
Jacques Aeschlimann (né le 15 août 1908 et décédé le 21 octobre 1975) est un dramaturge, romancier, critique d'art dramatique, reporter et homme politique suisse. Il est l'auteur de 16 pièces théâtrales et radiophoniques et d'un roman. Il a travaillé comme chroniqueur et critique d'art dramatique pour le journal La Suisse et comme reporter pour le journal La Patrie suisse. Il fut un membre important du mouvement nationaliste de l'Union Nationale et a siégé comme député au Grand Conseil du canton de Genève entre 1936 et 1945 durant deux législatures. Il a par ailleurs présidé la Société romande des auteurs dramatiques, radiophoniques et de cinéma entre 1969 et 1973. Il fut un proche des artistes de l'École des Pâquis. Il est enterré au cimetière des Rois à Genève.

## Biographie

### Jeunesse, députation et mobilisation
Jacques Aeschlimann naît le 15 août 1908 à Genève, en Suisse romande. Il est le fils de l'écrivain, éditeur et calligraphe genevois Willy Aeschlimann (1879-1971) et d'Elisa Schwendener (1881-1940), originaire de Kandergrund (dans le canton de Berne) et de Saint-Gall. Durant les premières années de sa vie, il est appelé Willy, comme son père. Il n'adoptera son second prénom, Jacques, qu'à son entrée en politique, pour éviter toute confusion avec ce dernier.
Après l'école primaire, il entame sa formation secondaire au collège Calvin, où il rédige et édite un journal nommé Journal des Amis, avant d'effectuer un apprentissage dans l'édition sous la direction de Pierre-Eugène Vibert, où il se forme notamment à l'illustation de livres. Il entre ensuite à l'École des Beaux-Arts de Genève où il étudie la peinture pendant cinq ans. Il poursuivra sa formation de peintre à l'Académie de Florence par la suite.

En novembre 1924, alors qu'il n'a que seize ans, il participe avec six autres personnes à fonder le Cercle d'études politiques, qui deviendra ensuite Res Helvetica. A ses débuts, le groupe entretient des contacts avec le Cercle fédéraliste et Georges Oltramare. Les ainés du Cercle fédéraliste font connaître l'Action Française aux jeunes membres de Res Helvetica, qui seront à leur tour influencés par la pensée de Charles Maurras. C'est à cette période que Jacques Aeschlimann rencontre Jules-Ernest Gross, directeur de la Nouvelle Revue romande, qui joue un rôle de mentor, en matière politique, auprès de lui.

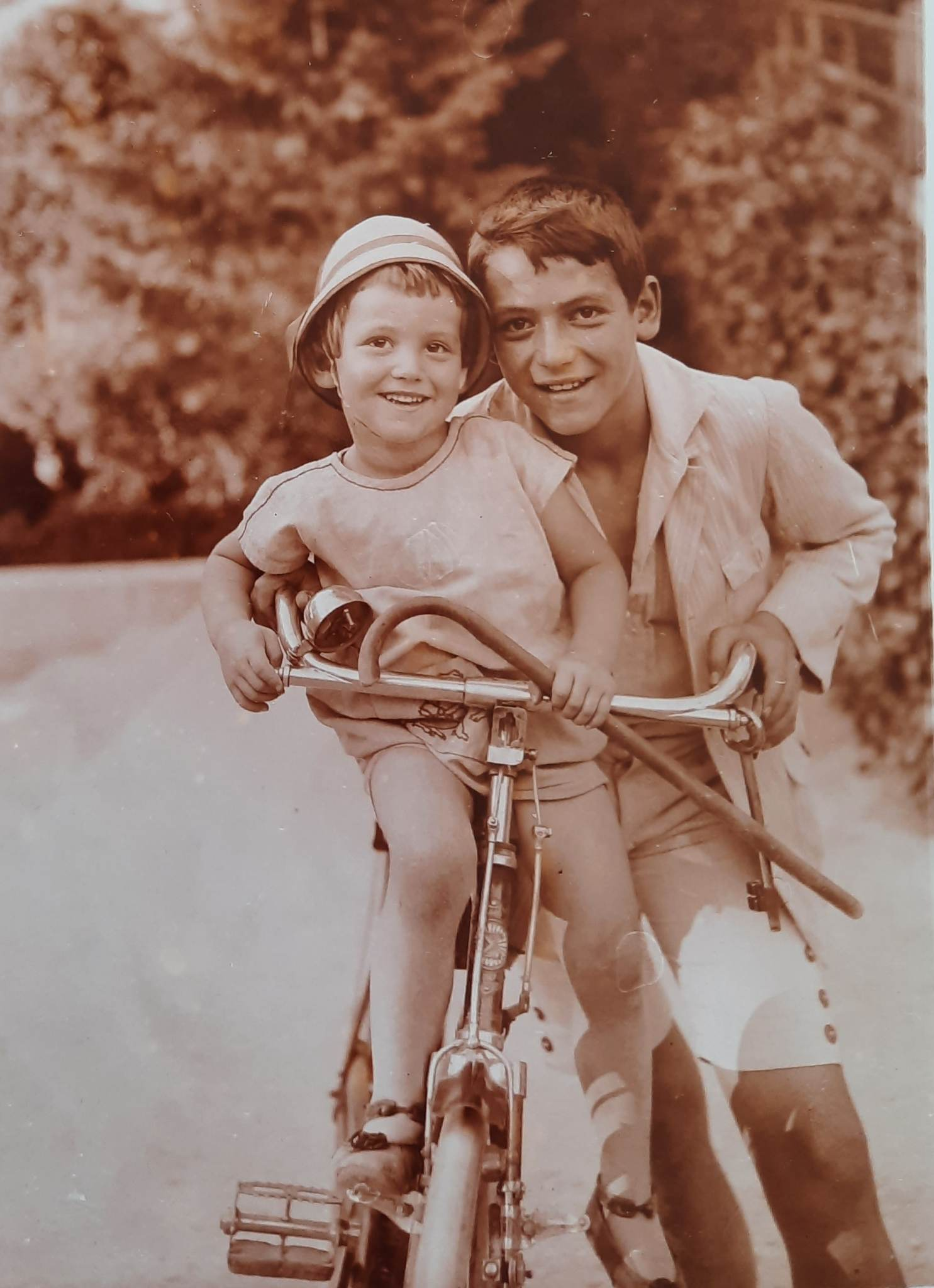
Jacques Aeschlimann (à droite) enfant et son frère Dick (à gauche)

Alors qu'il n'a pas encore 20 ans, il commence sa carrière de journaliste à la Feuille d'avis officielle de la République et canton de Genève. En 1930, il rejoint d'ailleurs l'Association de la presse genevoise, ancêtre de l'actuelle Association genevoise des journalistes. Il travaille ensuite entre 1932 et 1934 comme rédacteur pour le Journal des Nations, journal d'orientation antifasciste publiant essentiellement sur l'actualité internationale[source insuffisante]. Il couvre notamment la Conférence mondiale pour le désarmement organisée par la Société des nations à Genève. Puis, il travaille pour le Moment, journal généraliste d'orientation antifasciste dirigé par Alfred Hefter[source insuffisante]entre 1933 et 1934,. Durant ces années de jeunesse, il se forme au contact du chroniqueur théâtral Léon Savary et du journaliste René-Louis Piachaud. À 28 ans, le 8 novembre 1936, il entre en fonction en tant que député au Grand Conseil de Genève pour la législature de 1936 à 1939. Absent du parlement pendant la législature suivante, il est ensuite élu député suppléant pour la législature de 1942 à novembre 1945. Il sera à nouveau député le 22 mai 1943, après la démission de l'un de ses colistiers, le député André-Henri Grobet. Mobilisé dans l'armée suisse en tant qu'artilleur de montagne durant la Seconde Guerre mondiale, il est sélectionné en 1943 comme reporter d'armée auprès du Q.G. du général Guisan au sein d'un détachement placé directement sous les ordres du colonel-brigadier Roger Masson, chef du renseignement militaire. En tant que reporter d'armée, il fournit une cinquantaine d'articles sur la vie et les problèmes militaires durant la période 1943-1945, publiés et reproduits par les principaux quotidiens de Suisse romande[source insuffisante]. Il obtient par ailleurs le grade de sergent.

### Dramaturge et romancier
En 1937, sa carrière d'écrivain débute avec la publication de sa première pièce, une comédie en un acte intitulée La Philippine, par les Éditions Meyer. Sept ans plus tard, en 1944, il remporte le Prix du roman policier décerné par la Patrie suisse avec son roman policier Quai Wilson, dont l'intrigue se déroule dans la Genève des années 1940 et met en scène le meurtre d'un diplomate de la Société des Nations que deux étudiants amateurs tentent d'élucider. Puis, la même année, il crée six pièces policières pour le Radio-Théâtre de Radio-Lausanne : L'Affaire Juanita Rosales, Le Cas Jean-René de Valère, L'indignation de Martin Brûlé, La jalousie de Daisy Ramier, L'assassinat de la voyante Faustina et L'Expérience du Docteur Koerner. Ces pièces sont mises en ondes au studio de La Sallaz par la troupe du Radio-Théâtre devant les élèves du Conservatoire de Lausanne et diffusées entre le 30 novembre 1944 et le 30 juin 1945 dans le cadre de l'émission Coupable ou non coupable. À la fin de chaque pièce, les auditeurs peuvent voter pour désigner le coupable du crime commis dans l'intrigue. Toutes ces pièces sont mises en ondes par Marcel Merminod à l'exception du Cas Jean-René de Valère qui est mise en ondes par Raymond Colbert. L'émission rencontre un certain succès puisqu'elle reçoit un millier de réponses postales de Suisse et de France après la diffusion de sa première pièce. Le 9 septembre de la même année, Radio-Lausanne diffuse sa pièce La Fournaise, mise en ondes à nouveau par Marcel Merminod. Le mois suivant, elle est publiée par les Éditions Meyer. L'intrigue, inspirée de faits réels, se déroule au Canada en 1908 et explore la thématique de l'égoïsme en situation d'urgence.
En 1945, il contribue à l'ouvrage collectif Stade suisse. La gymnastique, les sports et les jeux, publié par les Éditions M. S. Metz, en rédigeant le chapitre sur la boxe, sport qu'il pratique lui-même. La même année, son roman Quai Wilson est progressivement publié, entre juillet 1945 et janvier 1946, sous la forme d'un roman feuilleton dans La Patrie valaisanne avant d'être publié intégralement en 1946 par les éditions Victor Attinger.

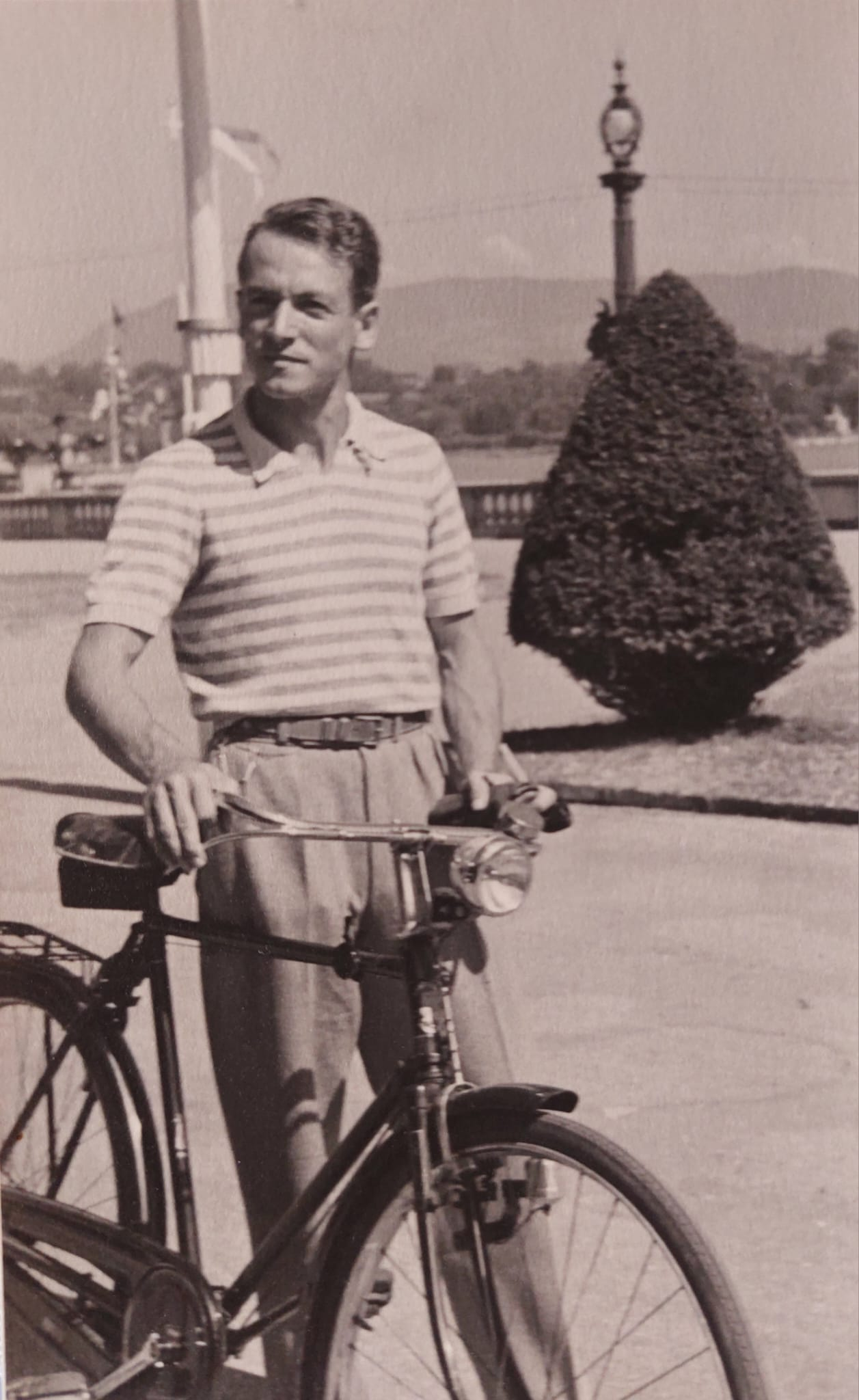
Jacques Aeschlimann durant sa jeunesse, sur le quai Wilson, à Genève.

À la suite du succès remporté par la pièce La Nuit du 16 janvier d'Ayn Rand, qui est donnée pendant plusieurs mois au théâtre Apollo à Paris et qui se termine selon le même principe de l'émission Coupable ou non coupable, soit par un vote des spectateurs sur la culpabilité ou non de l'accusé, il se décide à adapter pour la scène deux de ses pièces radiophoniques diffusée dans ladite émission. Il adapte ainsi Le Cas Jean-René de Valère sous le nom de La Démonstration du Professeur Glomus et L'Affaire Juanita Rosales sous le nom d'Un Geste machinal, qui sont publiées aux Éditions Meyer.
L'année suivante, le 6 mai 1947, il est élu pour trois ans au comité de l'Association de la presse genevoise, tandis que Quai Wilson est à nouveau publié en feuilleton dans la Feuille d'avis et journal d'Avenches, du Vully et des environs ainsi que dans L'Eveil, feuille d'avis des districts de la Broye et du Gros de Vaud. Un an plus tard, en 1948, il épouse Viviane Gaudin, dont il divorcera trois ans plus tard. C'est durant cette même année, le 14 novembre, qu'est jouée sa pièce Les Pavés de l'Enfer au Casino-Théâtre d'Yverdon (l'actuel théâtre Benno Besson), à l'occasion du congrès de la Société des auteurs dramatiques romands. La mise en scène est assurée par Claude Mariau. Cette pièce aborde la question de la sexualité avant le mariage (nous sommes en 1948) et montre les relations complexes entre une jeune femme, sa mère psychanalyste et l'amant de sa fille. C'est aussi en 1948 que sa pièce Le Petit Train chagrin est diffusée sur Radio-Lausanne dans une mise en ondes de Marcel Merminod.
En 1949, alors que Quai Wilson est une fois de plus publié sous forme de feuilleton dans L'Echo de la Broye, il remporte un concours organisé par la Tribune de Genève sous les auspices de Pro Helvetia avec Tabazan ou le Bourreau de Genève. Cette pièce, qui se déroule à Genève pendant la nuit du 11 au 12 décembre 1602, est centrée sur le bourreau genevois du temps de l'Escalade, François Tabazan (1534-1624). Elle est mise en scène l'année suivante au Théâtre de la Cour Saint-Pierre par le metteur en scène et comédien Jean Hort, à l'occasion du dixième anniversaire de la Société romande des auteurs dramatiques, radiophoniques et de cinéma. Les décors et les costumes sont réalisés par l'artiste Théodore Strawinsky. Toujours en 1950, Les Pavés de l'Enfer est publiée par les éditions Meyer, tandis que La Fournaise est diffusée en Belgique par l'Institut national de radiodiffusion. Enfin, le 22 mai, Jacques Aeschlimann est à nouveau élu pour trois ans au comité de l'Association de la presse genevoise.

### Journaliste, critique d'art dramatique et homme de lettres
Dès 1953, il collabore au journal La Suisse en tant que reporter, critique d'art dramatique (plus de 1 000 articles) et chroniqueur radiophonique dans l'émission A l'écoute (500 articles). À partir de 1955, il y publie en outre des billets hebdomadaires, qu'il signe « Cadet Rousselle » en référence à Cadet Rousselle, dans la chronique Au jour le jour jusqu'en 1970 pour un total de 3 000 articles. Par ailleurs son travail de reporter le mène aux États-Unis, en Iran, en Algérie, en Europe (notamment en Scandinavie, en Espagne et en Ecosse), ainsi que dans onze pays d'Amérique centrale (notamment Cuba et le Panama) et d'Amérique du Sud (notamment au Brésil, en Bolivie et en Colombie). En 1954, Quai Wilson est encore une fois publié sous forme de feuilleton, cette fois-ci dans la Feuille d'avis de Sainte-Croix et Journal du District de Grandson.

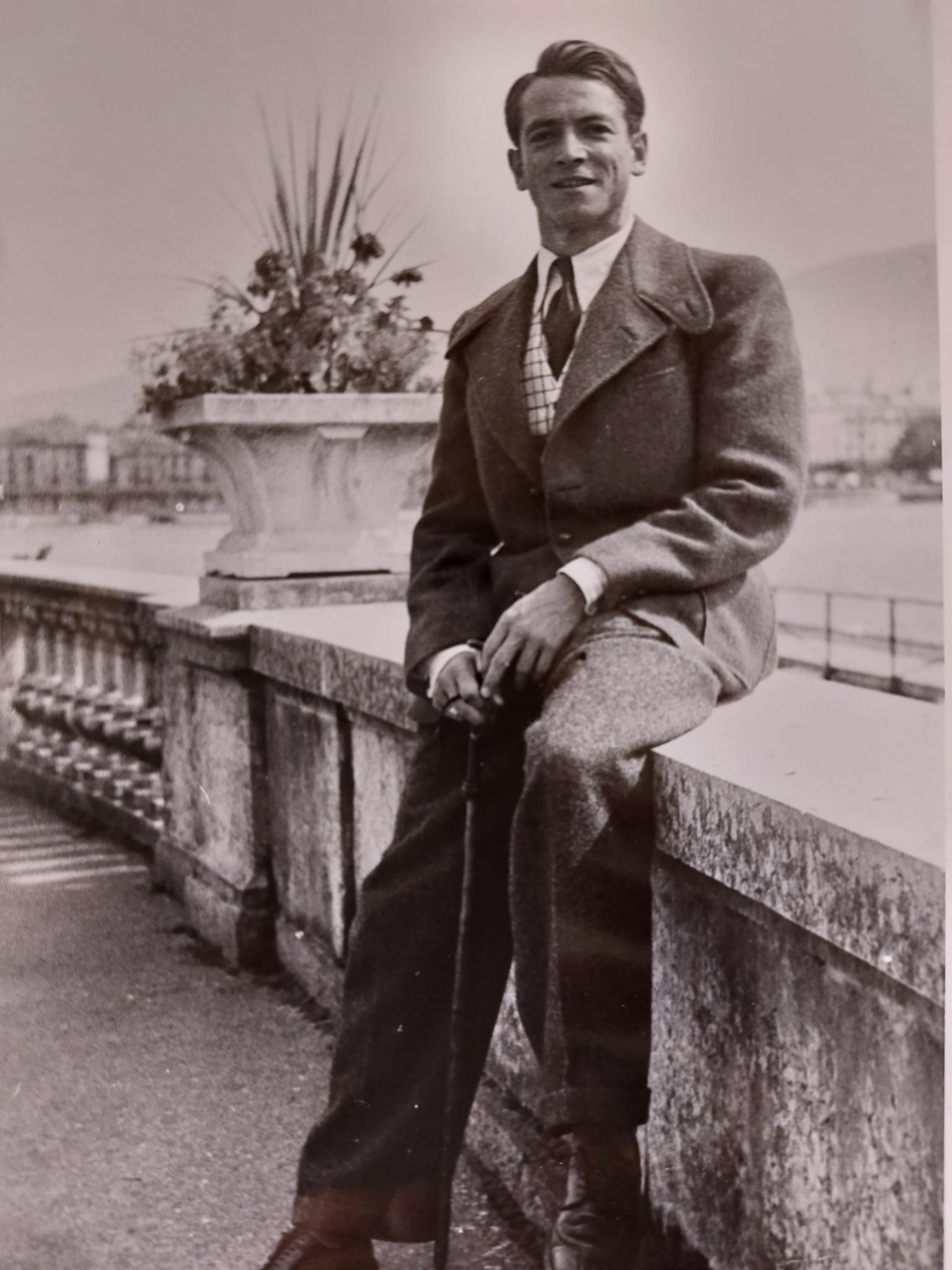
Jacques Aeschlimann, jeune écrivain

En 1956, il crée pour Radio-Lausanne la pièce radiophonique Guten Tag, Gutenberg !, centrée sur Johannes Gutenberg (1400-1468), l'inventeur de l'imprimerie, sa famille, Nicolas Jenson, ainsi que Johann Fust et Peter Schoeffer. La pièce est mise en ondes le 30 octobre 1956 par Marcel Merminod. En 1958, il est à nouveau élu au comité de l'Association de la presse genevoise. Il y sera réélu trois ans plus tard. En 1959, il reçoit le Prix de la Société des auteurs et compositeurs dramatiques, tandis que La Fournaise est remise en ondes par Marcel Merminod, avec de nouveaux comédiens, et diffusée à quatre reprises par la Radio Suisse Romande. La même année, il présente en outre l'œuvre de Robert Brasillach au Théâtre de la Cour Saint-Pierre, avant que ne soit jouée sa pièce La Domrémy.
Le 1er juillet 1960, il épouse à la basilique Notre-Dame de Genève Anne-Marie Tyč (1931-2017), fille d'Eugénie Guano et de Vaclav Tyč, immigré tchécoslovaque (de Slatina) cofondateur de la Grande-Couture, entreprise familiale sise au quai des Bergues, et dont elle est la directrice artistique. Ils auront quatre enfants, trois filles et un garçon, Grégoire Aeschlimann.
En 1961, il publie une nouvelle version de sa pièce Tabazan, laquelle est à nouveau jouée entre le 4 et le 7 octobre 1962, mais cette fois-ci au théâtre de la Comédie, dans une mise en scène de William Jacques, puis le 11 décembre à la Radio suisse romande. La même année, il publie aux éditions Connaître (directeur Georges Pfund), une pièce satirique ou sotie intitulée Les Cannibales. À la suite de cette publication, il est invité le 7 décembre dans l'émission À livre ouvert de la Télévision suisse romande pour parler de cette pièce. Jugée trop courte, cette dernière manque de peu le Prix d'art dramatique des écrivains de Genève, mais est toutefois sélectionnée, avec trois autres pièces, pour être jouée dans le cadre de l'Exposition nationale suisse de 1964. C'est la compagnie veveysane des Baladins qui la porte sur les planches dans une mise en scène d'André Nusslé. Durant l'Exposition elle sera jouée une première fois le 1er mai au Théâtre de Vevey, puis le 3 mai lors de l'inauguration du Théâtre de Vidy, (alors Théâtre de l'Expo), le 5 mai à nouveau au Théâtre de Vevey, puis le 8 mai au Théâtre du Casino de Montreux, et enfin en  Lavaux. Par ailleurs, la maquette des décors de la pièce sera exposée dans une vitrine de la Librairie Payot à Vevey pendant toute la durée de l'Exposition nationale.
Du 23 au 29 mars 1966, sa pièce L'Orpailleur, dont l'intrigue se déroule dans le Carouge du XVIIIe siècle avec comme personnage le contrebandier Louis Mandrin, est mise en scène à la Comédie par Dominique Rozan,. Elle est ensuite diffusée le 24 mai sur la Radio suisse romande. En 1968, à l'occasion du 500e anniversaire de la mort de Gutenberg, sa pièce Guten Tag, Gutenberg ! est remise en ondes par la Radio suisse romande par le metteur en ondes Roland Jay. En 1969, Jacques Aeschlimann est élu à la présidence de la Société romande des auteurs dramatiques, radiophoniques et de cinéma en remplacement d'Alfred Gehri,, position qu'il occupe jusqu'en 1973 (après quoi il reste membre du comité de la société). Le 9 novembre 1970, il participe à une conférence table ronde à l'Athénée devant les étudiants des Beaux-Arts, avec Guillaume Chenevière et François Rochaix. En 1972, 28 ans après sa première diffusion, La Fournaise est à nouveau mise en ondes, cette fois-ci par William Jacques, et diffusée par la Radio duisse romande le 10 octobre. En 1973, il est membre du jury du Conservatoire national de Paris, chargé d'attribuer la bourse d'art dramatique.

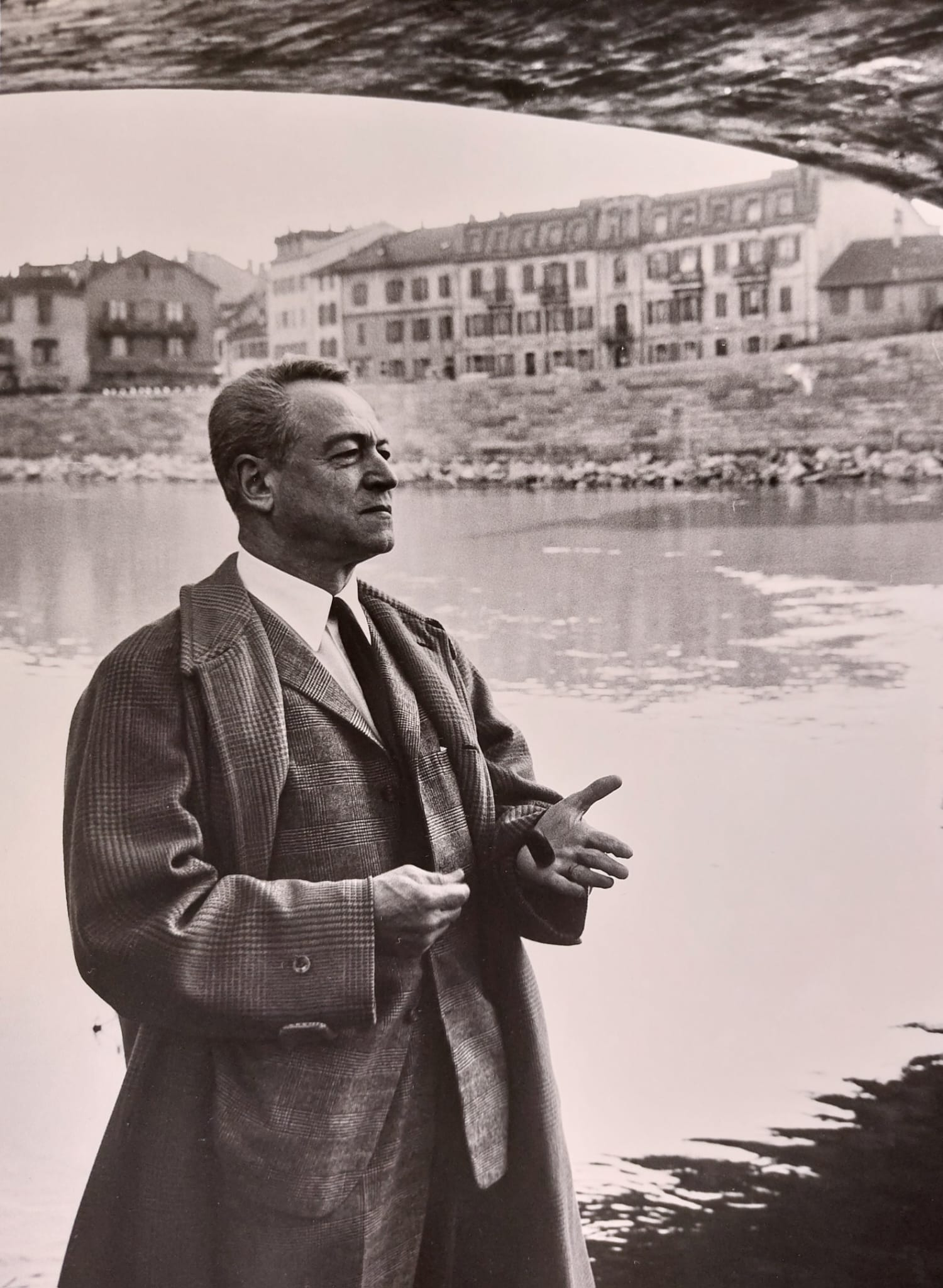
Jacques Aeschlimann, années 1970

En 1975, il publie une troisième et dernière version de Guten Tag, Gutenberg !. Il décède des suites d'un cancer le 21 octobre 1975, et ses obsèques, présidées par le pasteur Henry Babel, ont lieu trois jours plus tard au temple de Saint-Gervais. Hommage lui est alors rendu par Marc Chenevière, rédacteur en chef de La Suisse, en présence du président du Conseil d'État genevois André Chavanne, du consul de France Gudin et du colonel René-Henri Wüst. Avant sa mise en terre, l'acteur René Habib déclame sur sa tombe le poème Petite oraison mortuaire pour un après-midi d'automne de Bernard Fay, choisi par le défunt. Il laisse un certain nombre de manuscrits, romanesques et dramaturgiques, encore non publiés à ce jour, ainsi que des poèmes et des nouvelles inédites.

## Postérité
Un an après sa mort, le 19 octobre 1976, la Radio suisse romande diffuse, en hommage à sa mémoire, La Fournaise. L'année suivante, à l'occasion du 375e anniversaire de l'Escalade, la Radio suisse romande diffuse le 13 décembre 1977 une version radiophonique de la représentation de Tabazan de 1950. En 1980, les Éditions du Grand-Pont publie son texte Lumière d'août dans l'ouvrage collectif intitulé Merveilleux Genève.
En 1981, L'Orpailleur est jouée du 1 au 30 mai au Théâtre de l'Espérance à Genève, dans une mise en scène de Jacques Séchaud,. Elle y est le spectacle de gala du 5e Festival d'art dramatique de langue française et du 57e Congrès de la Fédération suisse de sociétés théâtrales d'amateurs qui se tient entre le 22 et le 24 mai.
En 1990, le Musée de Carouge expose les décors et les costumes conçus pour les représentations de L'Orpailleur à la Comédie de Genève en 1966.
En 1993, la troupe du Théâtre de l'Espérance est sélectionnée pour concourir au 10e Festival mondial du théâtre amateur de Monaco qui a lieu tous les quatre ans. Elle y reprend alors L'Orpailleur, dans une mise en scène toujours assurée par Jacques Séchaud. La troupe s'y déplace avec l'intégralité de l'imposant décor, ce qui demande certaines adaptations sur place. La pièce est en outre jouée au Théâtre de l'Espérance entre le 9 et le 27 février 1993 et 24 septembre 1993 à la Vogue de Veyrier.
Enfin, en 2023, le Théâtre de l'Espérance et les héritiers de Jacques Aeschlimann autorisent la mise en ligne d'un enregistrement filmé de la représentation de L'Orpailleur de 1993 sur YouTube. La même année, la Radio Télévision Suisse publie sur le site de ses archives l'interview donné à la Télévision suisse romande par Jacques Aeschlimann en 1962.

## Œuvre

### Roman
- Quai Wilson, éditions Victor Attinger, Collection aventures et mystères, dédicace à Albert Chavaz, 1946 (1944)[86]

### Théâtre

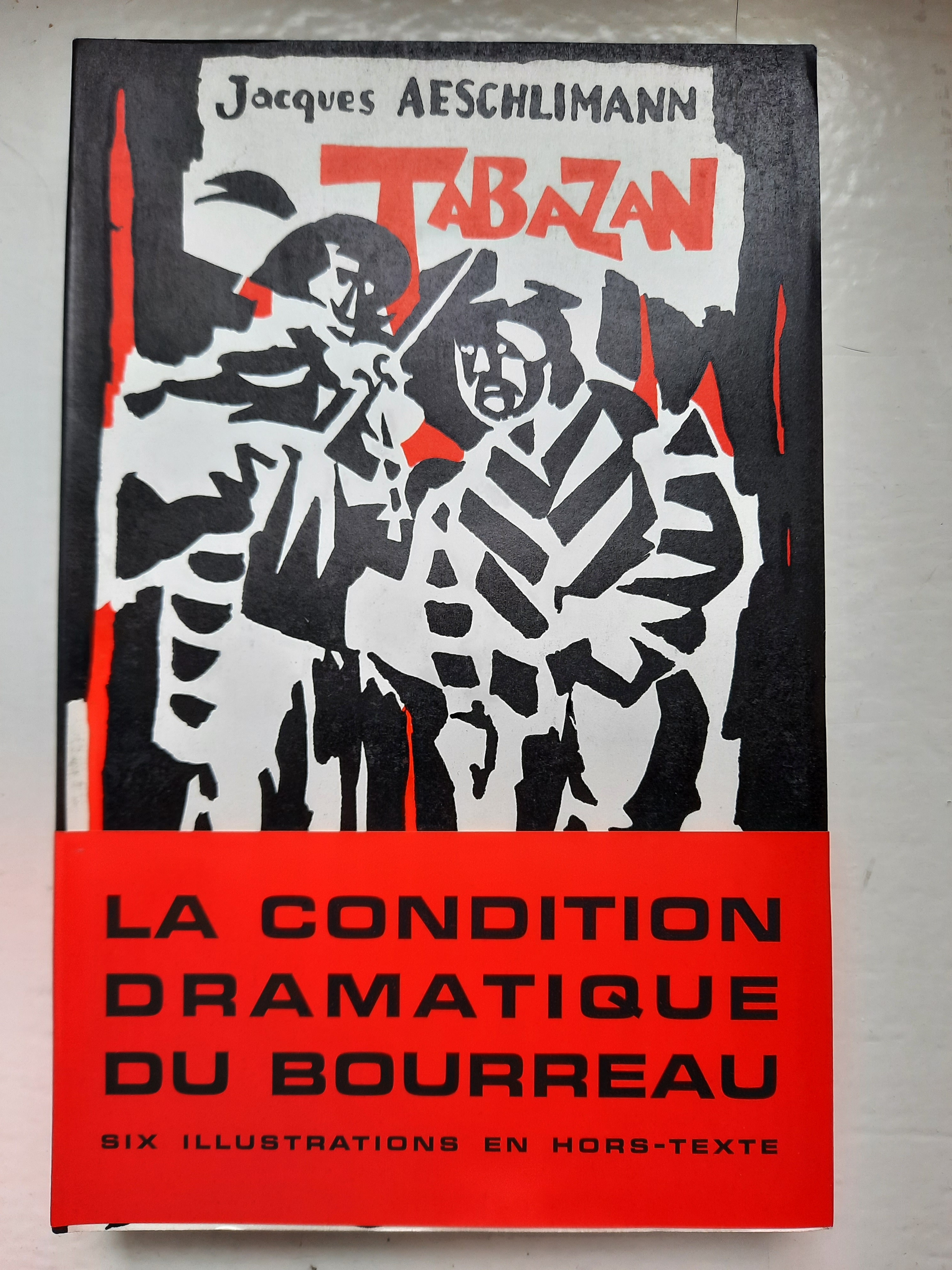
Couverture de Tabazan par Théodore Strawinsky.

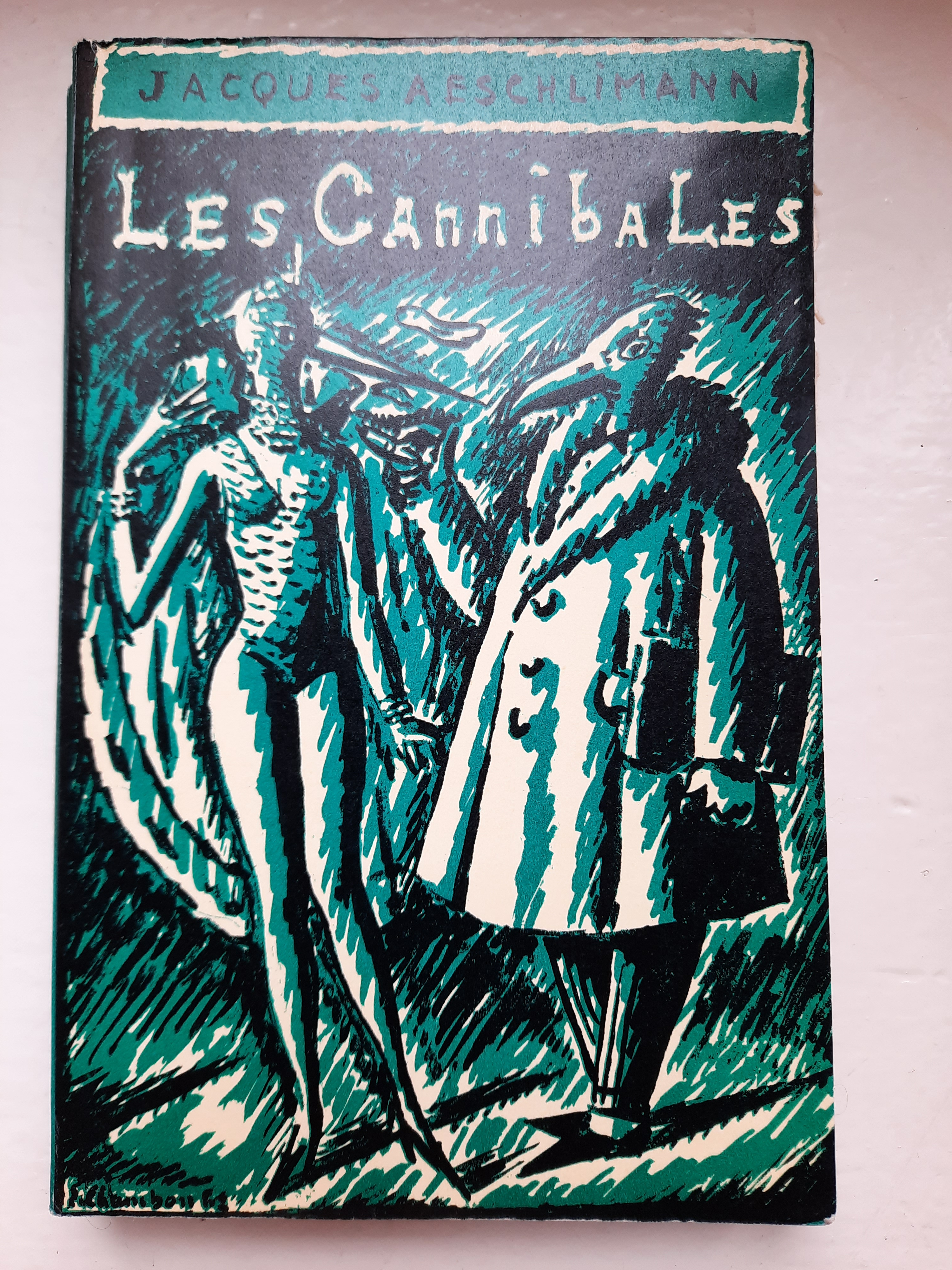
Couverture des Cannibales par Émile Chambon.

- La Philippine, éditions Meyer et cie, Genève, 1937[87]
- La Fournaise, éditions Meyer et cie, Genève, 1944[88],[89]
- La Démonstration du professeur Glomus, éditions Meyer et cie, dédicace à Me Olivier Burnat, Genève, 1946[90]
- Un Geste machinal, éditions Meyer et cie, Genève, 1946
- Les Pavés de l'Enfer, éditions Meyer et cie, Genève, 1950[91]
- Tabazan dans Écrivains de Genève (anthologie), Éditions Suzerenne, Genève, 1951
- Tabazan ou le Bourreau de Genève, éditions La Sirène, illustrations Théodore Strawinsky, photographies Freddy Bertrand, dédicace à Anne-Marie Tyč, Genève, 1961 (1950)
- Les Cannibales, éditions Connaître, illustrations Émile Chambon, dédicace à Dick Aeschlimann, 1962[92]
- L'Orpailleur ou Le Trésor de Mandrin, 1966[93],[94],[95]
- Guten Tag, Gutenberg ! ou L'Esprit et la Lettre : pièce en trois actes et 5 tableaux, éditions La Sirène, illustrations Bodjol Walther Grandjean, Genève, 1975 (1968, 1956), 144 p.

### Théâtre radiophonique
- L'Affaire Juanita Rosales, Coupable ou non coupable, Radio-Lausanne, 1944
- Le Cas Jean-René de Valère, Coupable ou non coupable, Radio-Lausanne, 1944
- La jalousie de Daisy Ramier ou la brûlée vive de la villa des Iris, Coupable ou non coupable, Radio-Lausanne, 1945
- L'indignation de Martin Brûlé, Coupable ou non coupable, Radio-Lausanne, 1945
- L'Affaire Prosper Gruault ou l'assassinat de la voyante Faustina, Coupable ou non coupable, Radio-Lausanne, 1945
- L'Expérience du Docteur Koerner, Coupable ou non coupable, Radio-Lausanne, 1945
- Le Petit Train chagrin ou les prémonitions de Raphaël Aubin, Radio-Lausanne, 25 septembre 1949 (1948)
- (sr)Kanibali (канибали), Radio Belgrade, 1970 (1968) ; Les Cannibales, traduction en serbe par Boda Marković[45]

### Non-fiction
- « La Boxe » dans Stade suisse : La gymnastique, les sports et les jeux, éditions M. S. Metz, Zurich, 1945
- La Boxe, Éditions M. S. Metz, Zurich, 1946
- De la critique radiophonique, 1956
- « Lecture de Domrémy » dans Les Cahiers des amis de Robert Brasillach no 9, Lausanne, 1963, p. 45-48
- « Louis Baudit, peintre » dans Almanach du Vieux Genève, Genève, 1964[96]
- François Diday, peintre genevois dans Almanach du Vieux Genève, Genève, 1968[97]
- « Revue de la presse » dans Les Cahiers des amis de Robert Brasillach n°14, Lausanne, 1969, p. 70-94
- « Lumière d'août » dans Merveilleux Genève, éditions du Grand-Pont, 1980

### Conférences
- Les tendances actuelles du théâtre, Maison de la jeunesse, février 1956
- L’œuvre de Robert Brasillach, Théâtre de la Cour Saint-Pierre, 1959
- Le théâtre, Palais de l'Athénée, 9 novembre 1970

### Illustrations
- Raoul Privat, De Naefels à Saint-Jacques, éditions du Journal de Genève, Genève, 1937

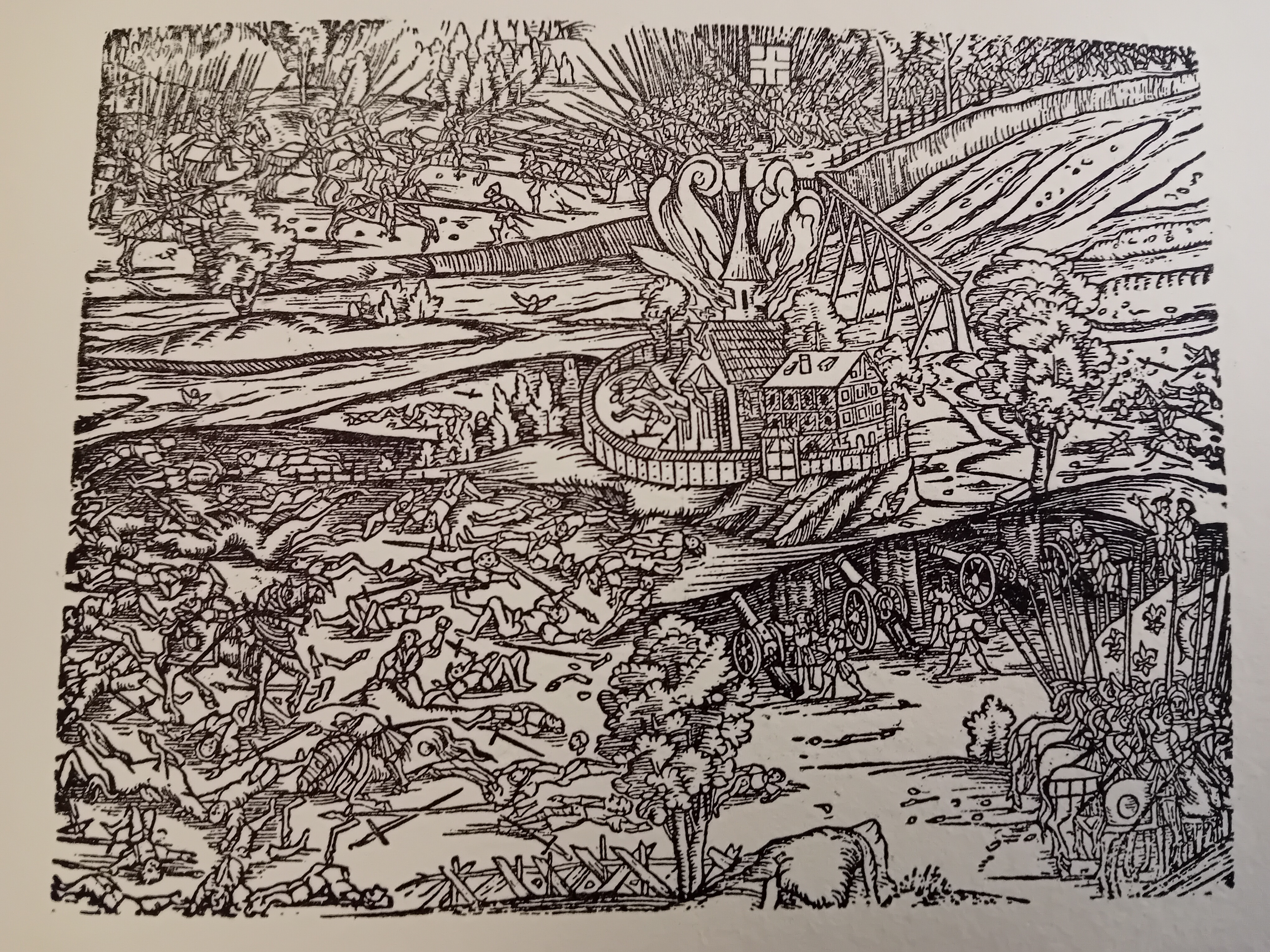
Illustration par Jacques Aeschlimann de la bataille de Saint-Jacques sur la Birse du 26 août 1444 (aux portes de Bâle).

## Distinctions
- Prix du roman policier de la Patrie suisse pour Quai Wilson (1944)[98]
- Prix du concours Tribune de Genève - Pro Helvetia (1949)
- Prix dramatique pour la Suisse de la Société des auteurs et compositeurs dramatiques (1959)
- Médaille Beaumarchais (1975)[99]

## Analyse de son œuvre littéraire

### Classement par genre textuel
- Sotie : Les Cannibales
- Comédie historique : L'Orpailleur
- Comédie : La Philippine
- Tragi-comédie historique : Guten Tag, Gutenberg !
- Tragi-comédie : Les Pavés de l'Enfer
- Drame historique : Tabazan
- Drames : La Fournaise, Le petit train chagrin
- Roman policier : Quai Wilson
- Pièces policières : La Démonstration du professeur Glomus, Un Geste machinal, L'Affaire Juanita Rosales, Le Cas Jean-René de Valère, L'indignation de Martin Brûlé, La jalousie de Daisy Ramier, L'assassinat de la voyante Faustina et L'Expérience du Docteur Koerner

### Thèmes
- La condition de bourreau au XVIIe siècle, l'impact de l'exercice de cette fonction sur les proches et les autorités (Tabazan)
- L'anthropophagie (Cannibales, Tabazan)
- Le féminicide (Cannibales, Tabazan, Quai Wilson)
- La maladie physique et mentale (Cannibales, Tabazan, Pavés de l'Enfer, Fournaise, Démonstration du Professeur Glomus)
- L'égoïsme (Fournaise, Gutenberg)
- La jalousie (La jalousie de Daisy Ramier, Philippine, Un Geste machinal, Gutenberg)
- La rumeur, les médias, la presse people (Cannibales)
- La psychanalyse (Pavé de l'Enfer)
- La sexualité pré-maritale (Pavé de l'Enfer, Indignation de Martin Brûlé)
- Le libertinage (Tabazan, Pavés de l'Enfer, Indignation de Martin Brûlé)
- L'orgueil (Indignation de Martin Brûlé)
- Sciences occultes (Démonstration du Professeur Glomus, Petit train chagrin, Assassinat de la voyante Faustina)

### Univers spatio-temporels
- Le XVe siècle à Strasbourg et Mayence : Guten Tag, Gutenberg ! commence en 1436 à Strasbourg, continue en 1438 à Saint-Arbogast, dans la commune de Surbourg, et se conclut à Mayence la même année.
- Le XVIIe siècle à Genève : Tabazan se déroule entre le 11 et le 12 décembre 1602, avant, pendant et après les événements de la nuit de l'Escalade genevoise.
- Le XVIIIe siècle à Carouge : L'Orpailleur se déroule en 1754, l'année de la fondation de la ville de Carouge, sous la suzeraineté du royaume de Sardaigne.
- Le début du XXe siècle dans le Canada francophone : La Fournaise se déroule au début du XXe siècle dans une « vallée sauvage[100] » du Québec. L'auteur s'inspire des incendies de forêts advenus en 1908 en Colombie britannique.
- Les années 1940 à Genève et aux alentours : Le Quai Wilson expose différents quartiers de la Genève des années 1940 (notamment les Acacias, les Pâquis et la Vieille-Ville), ainsi que la ville d'Annemasse.
- La première moitié du XXe siècle en Suisse romande ou en France : La Philippine se situe en 1937 dans un café. La Démonstration du Professeur Glomus et Un Geste machinal se déroulent dans une salle de tribunal, mais certains événements mentionnés ont lieu respectivement dans un château de Lussac et dans une chambre d'hôtel. Les Pavés de l'Enfer dans un salon bourgeois et dans un studio de peintre bohème.
- L’État fictif de Vespucie au XXe siècle : Les Cannibales se déroule dans un lieu imaginaire, « comme il en va toujours dans les cas de satires » indique l'auteur[101], nommé la Vespucie. Cet État fictif a comme voisin d'autres États fictifs, la Neustrie, l'Ombilicie et la République du Miam-Miam. La présence de véhicules motorisés indique que l'on se trouve dans une temporalité équivalente à celle du XXe siècle.

## Historique des représentations de ses pièces (théâtre et radio)

### Historique des représentations de ses pièces théâtrales
- 14 novembre 1948 : Les Pavés de l'Enfer au Casino-Théâtre d'Yverdon, dans une mise en scène de Claude Mariau, avec Nanine Rousseau, Leslie Field, Claude Mariau, Paul-Henry Wild, Françoise Sallaz, Yvonne Jacquillard, Gisèle Lingg, Benjamin Steck, Henri Fawer, et Maurice Buffat.
- 1950 : Tabazan au Théâtre de la Cour Saint-Pierre, dans une mise en scène de Jean Hort, avec les comédiens Christian Robert, Guy Tréjan, André Faure, Alexandre Blanc, André Davier, Adrien Nicati, Marguerite Cavadaski, Lesli Field, Georges Olivet, et Jean-Jacques Tissot. Décor et costumes Théodore Strawinsky, musique de Claude Prior.
- 4-7 octobre 1962 : Tabazan à La Comédie, Genève, dans une mise en scène de William Jacques, avec les comédiens Henri Nassiet, Marguerite Cavadaski, Jean Bruno, Marc Fayolle, Daniel Fillion, André Faure, Adrien Nicati, Jean Fuller, Richard Corena et Corinne Coderey. Décor et costumes Bodjol Walther Grandjean, musique de Claude Prior.Représentation de Tabazan en 1962

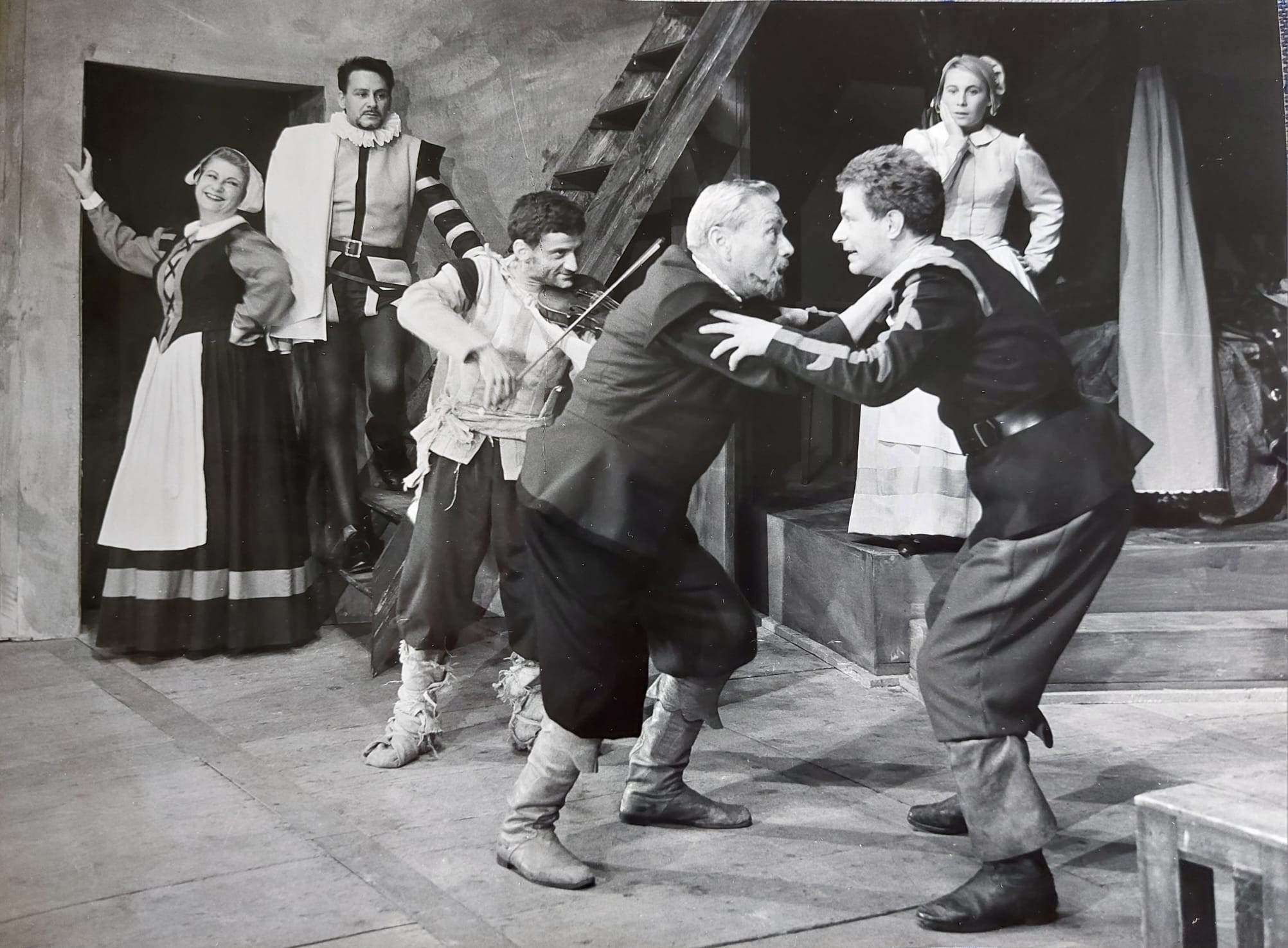
Représentation de Tabazan en 1962

- 1 mai 1964 : Les Cannibales au Théâtre de Vevey, dans une mise en scène d'André Nusslé, avec les comédiens Claude Bourgeois, Pierre Nicole, Martin Roy, Jacques Verdan, Jean-Luc Brunet, Rémy Ioner, Guy Miéville, Gérald Marguerat, Gilbert Brunet, Jeanne Murbach et Marie-Claire Dufour. Musique d'Alfred Thuillard, décor de Gilbert Brodard, costumes Suzy Nusslé.
- 3 mai 1964 : Les Cannibales au Théâtre de l'Expo, Lausanne, même mise en scène et distribution que le 1 mai 1964.
- 5 mai 1964 : Les Cannibales au Théâtre de Vevey, même mise en scène et distribution que le 1 mai 1964.
- 8 mai 1964 : Les Cannibales au Théâtre du Casino de Montreux, même mise en scène et distribution que le 1 mai 1964.
- 23-29 mars 1966 : L'Orpailleur à La Comédie, dans une mise en scène de Dominique Rozan, avec les comédiens Jean Vigny, Alexandre Fédo, Marguerite Cavadaski, Georges Coste, Michel Corod, Adrien Nicati, André Talmès, Rachel Cathoud, Germaine Épierre, Christiane Vincent, et François Hérault. Musique de Pierre Wissmer, décor et costumes d'Emilio Beretta, à la guitare Raoul Sanchez et à la régie Richard Coréna.
- 1 - 30 mai 1981 : L'Orpailleur au Théâtre de l'Espérance, dans une mise en scène de Jacques Séchaud, avec les comédiens Hubert Kammacher, Richard Lion, Maurice Perrelet, Marianne Huber, Chantal Girard, Georges Stouder, Jean-Pierre Aliprandi, Roger Delez, Pierre Magni, Denise Séchaud, Edwige Bromberger, Hubert Dottrens, Denis Mettroz, Edmond Martinet et Emmanuel Pouilly.
- 22-24 mai 1981 : L'Orpailleur au Théâtre de l'Espérance, dans le cadre du 5e Festival d'Art Dramatique de Langue Française et du 57e Congrès de la Fédération Suisse de Sociétés Théâtrales d'Amateurs. Mise en scène de Jacques Séchaud et même distribution que durant le reste du mois de mai 1981.
- 5 - 27 février 1993 : L'Orpailleur au Théâtre de l'Espérance, dans une mise en scène de Jacques Séchaud, avec les comédiens Hubert Kammacher, Richard Lion, Jean Lottaz, Marie-Claude Baudois, Chantal Girard, Georges Stouder, Jean-Pierre Aliprandi, Roger Delez, Pierre Magni, Denise Séchaud, Claire Sneiders, Filippo d'Ancona, Michel Gaillard et Christian Wille. Décors de Tomas Molina, direction technique par Alfred Bluost et régie Charlotte Séchaud.
- 25 - 26 août 1993 : L'Orpailleur au 10e Festival Mondial du Théâtre Amateur de Monaco, dans une mise en scène de Jacques Séchaud et avec la même distribution qu'en février 1993.
- 24 septembre 1993 : L'Orpailleur à la Vogue de Veyrier, dans une mise en scène de Jacques Séchaud et avec la même distribution qu'en février 1993.

### Historique des représentations de ses pièces radiophoniques
- 9 septembre 1944 : La Fournaise sur Radio-Lausanne et Radio-Sottens, dans une mise en ondes de Marcel Merminod, avec Lucien Ambreville, Blanche Derval, Neige Dolski, Lucien Monlac, Hugues Wanner, Daniel Fillion, Robert Verdaine, Mlle Wanny, William Rime, Paul-Henry Wild, Alexandre Blanc, et Roger Dalmain. Musique de Jean Daetwyler.
- 30 novembre 1944 : L'Affaire Juanita Rosales sur Radio-Lausanne, dans une mise en ondes de Marcel Merminod, avec les comédiens Lucien Monlac, William Aguet, Daniel Fillion, Nadine Rousseau, Georges Monval, André Marti, Jean Hort, Lia Caprino, et Charles Glévod.
- 28 décembre 1944 : Le Cas Jean-René de Valère sur Radio-Lausanne, dans une mise en ondes de Raymond Colbert, avec les comédiens Lucien Monlac, Marcel Vidal, Roger Dalmain, Hubert Leclair, Claire Gérard, André Moriand, Betty Paraud, André Béart, Jean Monval, et Charles Giévod.
- 25 janvier 1945 : L'indignation de Martin Brûlé sur Radio-Lausanne, dans une mise en ondes de Marcel Merminod, avec les comédiens Lucien Monlac, Hugues Wanner, Daniel Fillion, André Béart, Max Lerel, Paul-Henry Wild, Lucien Ambreville, Huguette Faget, Hubert Leclair et Betty Paraud.
- 22 février 1945 : La jalousie de Daisy Ramier ou la brûlée vive de la villa des Iris sur Radio-Lausanne, dans une mise en ondes de Marcel Merminod, avec les comédiens Lucien Monlac, William Aguet, Jean Mauclair, Marguerite Cavadaski, Edmond Bertschy, Charles Glévod, Roger Dalmain, Jean Ayme, Mary Frances, André Marti, Gabriel Cattand et André Béart.
- 1945 : L'assassinat de la voyante Faustina sur Radio-Lausanne, dans une mise en ondes de Marcel Merminod, avec Lucien Monlac, William Rime, Jean Dalmain, Daniel Fillion, Hubert Leclair, Albert Ilten et Jane Clairmont.
- 30 juin 1945 : L'Expérience du Docteur Koerner sur Radio Lausanne, dans une mise en ondes de Marcel Merminod, avec les comédiens Lucien Monlac, Hugues Wanner, Marcel Vidal, André Béart, Paul-Henry Wild, Jane Rosier, Anne Carrel, Claude Marti, Max Lerel, William Rime, Christian Robert et Henri Marti. A la régie, Sacha Pitoëff.
- 25 septembre 1949 : Le Petit Train chagrin ou les prémonitions de Raphaël Aubin sur Radio-Lausanne, dans une mise en ondes de Marcel Merminod, avec Robert Miller, Henri Gicquel et Paul-Henry Wild. Musique de Jean Daetwyler.
- 1950 : La Fournaise sur le canal de l'Institut national de radiodiffusion belge.
- 30 octobre 1956 : Guten Tag, Gutenberg ! sur Radio-Lausanne, dans une mise en ondes de Marcel Merminod, avec les comédiens Daniel Fillion, Marguerite Cavadaski, André Mauriand, Pierre Ruegg, Marcel Vidal, Jean Hort, Georges Dimeray, Evelyne Grandjean, Claude Lawrence, Paul-Henry Wild, Lucien Monlac, Charles Gleyvod, et Géo Montax. Musique de Jean Binet[102].
- 28-31 août 1959 : La Fournaise sur Radio-Lausanne, mise en ondes par Marcel Merminod, avec les comédiens Daniel Fillion, Blanche Derval, Nelly Borgeaud, Paul-Henry Wild, Pierre Boulanger, Claude Lawrence, Simone Matil, Jacques Dacqmine, Fernand Berset, Georges Dimeray, André Mauriand, Jean Bruno, Bernard Junod et Bernard Pichon. Assistant de production, Ignace Charrière. Régie de studio, Georges Monval.
- 27 octobre 1959 : La Fournaise sur Radio-Lausanne, mise en ondes par Marcel Merminod, même distribution qu'en août 1959.
- 11 décembre 1962 : Tabazan sur la Radio Suisse Romande, à l'occasion de l'Escalade.
- 24 mai 1966 : L'Orpailleur sur Radio Sottens.
- 30 janvier 1968 : Guten Tag, Gutenberg ! sur la Radio Suisse Romande, à l'occasion des 500e anniversaire de la mort de Gutenberg, dans une mise en ondes de Roland Jay, avec les comédiens Gabriel Cattand, Erika Denzler, Daniel Fillion (dans un autre rôle qu'en 1956), Jean Bruno, René Habib, Paul Pasquier, Paul-Henry Wild (lui aussi dans un autre rôle qu'en 1956), Annette Muehlbauer, Gil Pidoux, Claude Mariau, André Béart, Bernard Junod, et Robert Guilloux. Musique de Willy Rochat.
- 1968 : Kanibali sur Radio Belgrade, dans une mise en ondes de Boda Marcovic.
- 1970 : Kanibali sur Radio Belgrade, dans la mise en ondes de Boda Marcovic.
- 10 octobre 1972 : La Fournaise sur la Radio Suisse romande et la Radio-Sottens, dans une mise en ondes de William Jacques, avec Paul Ichac, Lucie Avenay, Bernard Junod, Gilles Thibault, Michel Grobety, Pierre Boulanger, Vincent Albiez, Gérard Carrat, Michel Cassagne, Patrizia Maselli, Adrien Nicati, Claire Dominique, Gil Pidoux et Daniel Fillion.
- 23 octobre 1973 : L'Orpailleur sur la Radio Suisse romande
- 19 octobre 1976 : La Fournaise sur la Radio Suisse Romande, avec la mise en ondes d' octobre 1972.
- 13 décembre 1977 : Tabazan (version de 1950) sur la Radio Suisse Romande

### Sources
- Le Mois théâtral, Genève, Éditions Meyer et cie, octobre 1944, chap. 118.
- Le Mois théâtral, Genève, Éditions Meyer et cie, juillet 1946, chap.  139.
- Le Mois théâtral, Genève, Éditions Meyer et cie, janvier 1950, chap. 181.